# Elezioni parlamentari in Corea del Nord del 1957
Le elezioni parlamentari in Corea del Nord del 1957 si tennero il 27 ottobre, per l'elezione della 2ª Assemblea popolare suprema. Agli elettori venne presentata un'unica lista del Fronte Democratico per la Riunificazione della Patria, dominato dal Partito del Lavoro di Corea.
Venne presentato un solo candidato in ciascuna circoscrizione, con tutti i candidati selezionati dal Partito del Lavoro di Corea, sebbene alcuni parteciparono sotto il simbolo di altri partiti o di altre organizzazioni statali per dare un'apparenza di democrazia. L'affluenza alle urne fu del 99,99%, con il 99,92% dei voti a favore dei candidati presentati.

## Risultati
| Coalizione                                            | Liste  | Liste                            | Voti | %     | Seggi |
| ----------------------------------------------------- | ------ | -------------------------------- | ---- | ----- | ----- |
| Fronte Democratico per la Riunificazione della Patria |        | Partito del Lavoro di Corea      |      | 99,92 | 178   |
| Fronte Democratico per la Riunificazione della Patria |        | Partito Democratico di Corea     |      | 99,92 | 11    |
| Fronte Democratico per la Riunificazione della Patria |        | Partito Chondoista Chongu        |      | 99,92 | 11    |
| Fronte Democratico per la Riunificazione della Patria |        | Partito dei Lavoratori           |      | 99,92 | 3     |
| Fronte Democratico per la Riunificazione della Patria |        | Partito Repubblicano del Popolo  |      | 99,92 | 3     |
| Fronte Democratico per la Riunificazione della Patria |        | Alleanza Buddhista               |      | 99,92 | 2     |
| Fronte Democratico per la Riunificazione della Patria |        | Partito Democratico Indipendente |      | 99,92 | 1     |
| Fronte Democratico per la Riunificazione della Patria |        | Alleanza Popolare Gonmin         |      | 99,92 | 1     |
| Fronte Democratico per la Riunificazione della Patria |        | Altri                            |      | 99,92 | 5     |
| Contro                                                | Contro | Contro                           |      | 0,08  | -     |
| Totale                                                | Totale | Totale                           |      | 100   | 215   |
| Fonte:                                                |        |                                  |      |       |       |

## Eletti
I seguenti candidati vennero eletti (in grassetto le circoscrizioni):
- Kim Kwang-hyop
- Kim Tu-bong
- Kim Myong-jun
- Yi Nam-i
- Yi Song-un
- Yi Chong-suk
- Pak Yong-sop
- Pak Yong-sin
- Yu Song-hun
- Chong Yon-pyo
- Chu Pyong-son
- Choe Kyong-hwi
- Choe Sang-hwa
- Hong Ki-hwang
- Sud Pyongan
- Kang Yang-uk
- Kang Chun-guk
- Kang Chin-gon
- Kim Tu-sam
- Kim Nak-hui
- Kim Man-gum
- Kim Il-sung
- Kim Chang-dok
- Yu Su-yon
- Yu Chuk-un
- Yu Hyon-gyu
- Yi Ki-yong
- Yi Man-gyu
- Yi Yong
- Yi Il-gyong
- Yi Chae-chon
- Yi Chong-man
- Yim Kun-sang
- Pak To-hwa
- Pak Mu
- Pak Song-guk
- Pak Yong-guk
- Song Yong
- Yun Pong-jin
- Yun Chi-il
- Chang Yun-pil
- Chang Pyong-san
- Chang Hae-u
- Chong Tu-hwan
- Chong Chun-taek
- Choe Tu-chan
- Choe Sung-hui
- Choe Chol-hwan
- Han Il-mu
- Han Tong-baek
- Hong Chung-sik
- Nord Pyongan
- Kang Yong-chang
- Kye Ung-sang
- Ko Chun-taek
- Kwon O-gil
- Kim Tuk-nan
- Kim Sok-yong
- Kim Song-mun
- Kim Se-yul
- Kim Hoe-il
- Na Sung-gyu
- Yang Sin-yong
- No Yong-se
- Yi Tong-hwa
- Yi Myon-sang
- Yi Sung-gi
- Yi Chon-ho
- So Chun-sik
- Sin Pong-hyon
- An Pyong-su
- O Han-sang
- Won Hong-gu
- Yun Chung-u
- Chong No-sik
- Chong Chil-song
- Cho In-guk
- Choi Yong-kun
- Ha Ang-chon
- Han In-sok
- Han Chon-jong
- Hyon Hun
- Chagang
- Kim Ki-jun
- Kim Pyong-son
- Kim Sang-chol
- Kim Wa-ryong
- Kim Yong-jin
- Kim Il-son
- Yi Man-su
- Yi Hyo-sun
- Yim Taek
- Pak Chang-sik
- Sin Hong-ye
- Chong Il-yong
- Choe Kwang
- Sud Hwanghae
- Ku Cha-song
- Kim Tok-yong
- Kim Sang-sin
- Kim Won-gyu
- Kim Ung-gi
- Kim Chong-hyok
- Kim Chang-jun
- Kim Hae-jin
- Yi Sang-chun
- Yi Chu-yon
- Pak Kwi-nyo
- Mun Man-uk
- Pak Mun-gyu
- Pak Chong-ae
- Paek Nam-un
- Sin Nam-chol
- Sin Chung-sun
- An Tal-su
- Yu Man-ok
- Yu Chol-mok
- Chon Tae-hwan
- Chong Song-on
- Choe Won-taek
- Han Kwan-ok
- Nord Hwanghae
- Kim Pyong-je
- Kim Il
- Kim Hwang-il
- Yi Kwoon-mu
- Yi Rim
- Yi Sok-nam
- Yi Si-ha
- Yi Chan-hwa
- Yi Chang-do
- Son Chol
- Song Pong-uk
- O Ki-sop
- Cho Song-mo
- Chu Sang-su
- Han Kil-yong
- Ho Pin
- Hyon Chil-chong
- Hwang Chol
- Kangwon
- Kang Tok-yo
- Kim Myong-gyun
- Kim Won-bong
- Kim Chon-hae
- To Pong-sop
- Yi Kye-san
- Yi Chong-ok
- Yi Hong-yol
- Mun Tae-hwa
- Pang Hak-se
- O Che-yong
- Yu Kyong-su
- Yu Kwang-yol
- Chong Un-bok
- Choe Chae-ha
- Choe Chong-hak
- Choe Hyon
- Sud Hamgyong
- Kang Cho-sun
- Ko Hui-man
- Kim Tal-hyon
- Kim Mun-gum
- Kim Pyong-je
- Kim Yong-su
- Kim Won-bong
- Na Yun-chul
- Yi Kyu-ho
- Yi Pyong-nam
- Yi Pong-chun
- Yi Yo-song
- Yi Yu-min
- Yi In-dong
- Yi Hwa-sop
- Pak Kum-chol
- Pak Ui-wan
- Song Chu-sik
- Yu Kyong-sam
- Yun Ki-ho
- Chon Sang-gon
- Cho Chong-hyon
- Chu Hwang-sop
- Chin Pan-su
- Choe Yong-jin
- Han Sorya
- Han Hubang-nyo
- Hyon Chong-min
- Hong Myong-hui
- Hwang Myong-jong
- Nord Hamgyong
- Kang Tae-mu
- Kwon Yongu
- Kim Pok-chin
- Kim Sang-hyok
- Kim Ik-son
- Kim Chang-man
- Kim Tae-gun
- Kim Hu-nam
- Kim Hung-il
- Nam Il
- Yu Yong-jun
- Yi Kuk-no
- YiKi-sok
- Yi Nam-yon
- Pak Yong-tae
- Paek Saeng-gum
- Song Ul-su
- Choe Pong-su
- Han Sang-du
- Ho Song-taek
- Ho Jong-suk
- Hwang Sun-chon
- Hwang Chung-op
- Ryanggang
- Ko Kyong-in
- Kim Pyong-yon
- Yim Hae
- Song Chang-nyom
- Kim Sung-do
- Cho Yong
- Chu Yun-yop
- Kaesong città
- Kim Myong-ho
- Chong Nak-son
- Ho Hak-song